# 程惠芳
程惠芳（1953年—），浙江东阳人，汉族，中华人民共和国政治人物、第十一届全国人民代表大会浙江地区代表。
毕业于复旦大学国际金融专业，是中共党员。担任浙江工业大学教授。2008年起担任全国人大代表。